# Verwaltungsgemeinschaft Oberes Sprottental
La comunità amministrativa di Oberes Sprottental (Verwaltungsgemeinschaft Oberes Sprottental) si trova nel circondario di Altenburger Land in Turingia, in Germania.

## Storia
Il 1º gennaio 2019 i comuni di Nöbdenitz e Wildenbörten, già parte dell'ente, vennero soppressi e aggregati alla città di Schmölln.

## Suddivisione
Comprende 6 comuni:
- Heukewalde (182)
- Jonaswalde (316)
- Löbichau (944)
- Posterstein (466)
- Thonhausen (521)
- Vollmershain (306)

La sede dell'ente è posta nel centro abitato di Nöbdenitz, frazione della città di Schmölln.
(Tra parentesi i dati della popolazione al 31 dicembre 2021)